# 卓秉恬
卓秉恬（1782年—1855年），字靜遠、一字靜波，號海帆，四川華陽縣（在成都市境）人，清朝大臣。

## 生平
嘉慶七年（1802年）壬戌科進士，殿試位列三甲第七十三名，選翰林院庶吉士，散館授翰林院檢討。嘉慶十八年（1813年）任山東道監察御史，次年改吏科給事中。歷升工科掌印給事中、鴻臚寺少卿、順天府府丞、奉天府府丞、太僕寺少卿、大理寺少卿、太僕寺卿、太常寺卿等職。道光十四年（1834年）由內閣學士兼禮部侍郎。道光十八年（1838年）任兵部尚書，歷戶部、吏部尚書、都察院左都御史、協辦大學士；道光二十四年（1844年），拜文淵閣大學士；道光三十年（1850年），晉武英殿大學士。仕嘉慶、道光、咸豐三朝，垂五十餘年，未嘗外任，為官清正嚴謹，作風敢言，任皇六子奕訢師傅。鴉片戰爭爆發，上疏力主禁煙。咸豐五年（1855年），卒於任內，贈太子太保，諡文端。

## 延伸阅读
[在维基数据编辑]
 《清史稿·卷365》，出自趙爾巽《清史稿》